# 山田重則
山田 重則（やまだ しげのり）は、戦国時代の武将。徳川氏の家臣。

## 経歴
尾張源氏の一族で、鎌倉時代に承久の乱で活躍した山田二郎重忠の末裔。山田右近が三河国額田郡細川城主の松平乗正に仕えてより松平氏に属し、重則はその玄孫にあたるという。
重則は徳川家康に仕え、元亀3年（1572年）三方ヶ原の戦い、天正3年（1575年）長篠の戦い、同年諏訪原城攻め、天正9年（1581年）高天神城の戦いに戦功があった。天正11年（1583年）嫡男重利が浜松城外で刃傷事件を起こして出奔する。家康は重則の罪を問わなかったが、重則はこの事を恥じて浜松を去り三河へと帰った。天正12年（1584年）小牧・長久手の戦いに出陣し、長久手の戦闘で敵の首級2つを挙げたもののついに戦死した。